# 文山鹅掌柴
文山鹅掌柴（学名：Schefflera fengii）为五加科鹅掌柴属的植物，为中国的特有植物。分布于中国大陆的云南等地，生长于海拔2,000米至2,400米的地区，常生于干燥山坡的混交林中，目前尚未由人工引种栽培。